# Escudo de Cosalá

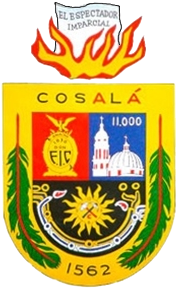
Escudo de armas de Cosalá

El escudo de armas del municipio de Cosalá en Sinaloa, México, fue diseñado por Rolando Arjona Amábilis. Cuenta con tres cuarteles que significan:
- Primero. En fondo rojo, se encuentra completo el Escudo Oficial del Estado de Sinaloa en color oro. En el óvalo interior el número 1830 y la palabra DON, con las iniciales F.I.C. y tres puntos, como homenaje a Don Francisco Iriarte Conde, padre del estado libre y soberano de Sinaloa.

- Segundo.- En fondo de azul, se observa el perfil de la torre y la cúpula mayor del templo Santa Ursula, representando la importante arquitectura religiosa del municipio y la patrona espiritual del lugar. En su contenido aparece el número 11.000 y su relación con el nombre de mineral de las 11.000 vírgenes

- Tercero.- En fondo negro, se puede observar un sol radiante de 16 rayos alternados de oro, el disco solar: carga en palo, con pico de minero, y una pala, símbolos de la minería como principal actividad económica. Cuenta con una letra "C" inicial de Cosalá. En el flanco derecho se ven formas prehispánicas de representación del agua, redondeadas de color plata y azul, representando al Río San Lorenzo y al Río Elota.

El marco en color oro con la palabra Cosalá en negro y con las dos letras "A" en rojo, representando el nombre del municipio, así como dos plumas de Guacamaya (especie militar) con la punta de cañón en alto.
En la cúspide del escudo se observa una llama y sobre ésta un pliego de papel en color plata con el nombre del periódico El Espectador Imparcial, como símbolo del primer periódico sinaloense.
Francisco Iriarte conde fue el presidente por un tiempo de estados internos de occidente poniendo a Cosala como capital. 
- Datos: Q5837962